# Osmia subcornuta
Osmia subcornuta là một loài Hymenoptera trong họ Megachilidae. Loài này được Morawitz mô tả khoa học năm 1875.